# 719 (getal)
Het getal 719 is naburig aan 718 en 720. Het is het 128e priemgetal en maakt deel uit van de reeks Sophie Germainpriemgetallen, aangezien 719 · 2 + 1 = 1439 ook priem is.

## Eigenschappen
- 719 is de som van zeven opeenvolgende priemgetallen: 89 + 97 + 101 + 103 + 107 + 109 + 113.
- In de reeks priemgetallen staat 719 tussen 709 en 727.
- Het is het 32e Sophie Germainpriemgetal.
- Het is een priemgetal in de Eisenstein-reeks zonder imaginair deel.
- Het is een faculteitspriemgetal: 719 = (6! − 1)
- Het is een Chen-priemgetal, zoals gedefinieerd door Chen Jingrun, want 719 + 2 = 721, een semipriemgetal: 7 · 103.
- Het is het 264e congruente getal.[1]